# Amahuaca jezik
Amahuaca jezik (amawaka, amawáka, amawaca; ISO 639-3: amc), jezik porodice pano koji se govori u Peruu i Brazilu. Etnička populacija Amahuaca iznosi 330; 110 govornika (2000 SIL) u Peruu na rijekama Sepahua, Curiuja, Curanja, gornji Ucayali, Inuya, Mapuya, Purus, Aguaytía, Yuruá, Las Piedras. Ima nekontaktiranih skupina. U Brazilu 220 govornika (1995) u državi Amazonas.
Dijalekti: inuvaken i viwivakeu. U Peruu jedan od službenih jezika.

## Glasovi
22: p "t k tS 0D "s x m "n "r[ ? h I I~ a a~ uu uu~ "o "o~ j w

## Vanjske poveznice
- Ethnologue (14th)
- Ethnologue (15th)